# Histiotus velatus
Histiotus velatus е вид бозайник от семейство Гладконоси прилепи (Vespertilionidae).

## Разпространение
Видът е разпространен в Аржентина, Боливия и Бразилия.